# Alexandre (soutien de Phocas)
Pour les articles homonymes, voir Alexandre.
Alexandre (grec : Ἀλέξανδρος ; † 602) est un rebelle byzantin opposé à l’empereur Maurice (r. 582‑602) et un proche soutien de l’empereur Phocas (r. 602‑610). Il est notamment connu pour avoir exécuté le co‑empereur Théodose. La principale source le concernant est Theophylacte Simocatta.

## Biographie
Alexandre est mentionné pour la première fois dans un fragment de Jean d'Antioche. Ce passage rapporte qu’Alexandre et un certain Lilius sont envoyés comme émissaires auprès de l’empereur Maurice à Constantinople, apparemment au nom de Phocas et de l’« armée rebelle de la Thrace », ce qui fait d’eux des rebelles eux-mêmes.
Le Chronicon Paschale retrace les événements de l'accession de Phocas et de sa femme Léontia au trône. Le 23 novembre 602, Phocas est couronné empereur par ses troupes en dehors de la capitale. Le 25 novembre, il entre dans Constantinople et est reconnu comme empereur par la population. Il proclame des courses de chars en l’honneur de son avènement et fait escorter Léontia dans la cité comme nouvelle impératrice.
Selon la chronique de Théophane le Confesseur, Léontia reçoit officiellement le titre d’Augusta le 27 novembre. D’après Théophylacte Simocatta, le couple impérial mène alors une procession solennelle dans la ville, conformément à la tradition. L'événement festif est marqué par une reprise des tensions entre les factions rivales des Bleus et des Verts, principales équipes de courses de chars.
Théophylacte mentionne Alexandre à cette occasion : Phocas l’envoie pour calmer les factions. Alexandre se heurte aux Bleus et s’en prend à leur démarque Cosmas, qu’il pousse violemment au sol. Les Bleus, outragés, lancent alors un cri de révolte : « Pars ! comprends la situation, Maurice n’est pas encore mort ! ». En remettant en cause la légitimité de Phocas, ils provoquent une réaction immédiate de l’empereur, qui ordonne l’exécution de Maurice et de ses fils dans la journée même.
La mission suivante d’Alexandre consiste à exécuter le coempereur Théodose, dernier fils survivant de Maurice, ainsi que Constantin Lardys, un proche compagnon de l’ancien empereur. Alexandre semble mener les exécutions, mais néglige une tâche essentielle : il doit ramener la tête de Théodose à Constantinople pour l’exposer, ce qu’il ne fait pas. Cette omission suscite des doutes sur la réalité de la mort du prince. Des rumeurs contemporaines rapportent qu’Alexandre aurait été soudoyé par Germanus, beau-père de Théodose, pour épargner la vie du jeune homme.
Bien que Théophylacte rejette la véracité de ces allégations, Phocas, lui, semble y croire. Il fait exécuter Alexandre.
Une version alternative de sa mort est rapportée par Jean de Nikiou. Celui-ci écrit qu’Alexandre, décrit comme « discret et aimé de tous les habitants de Constantinople », est accusé de vouloir tuer Phocas et de prendre sa place. Il aurait épousé une fille de Maurice. Sur ces accusations, Phocas fait enchaîner Alexandre, un certain Kudis (peut-être Elpidius) et d’autres officiers, qu’il envoie à Alexandrie pour y être emprisonnés. Peu après, il ordonne leur exécution par le gouverneur Justin.
Il est probable que Jean de Nikiou ait confondu Alexandre avec Germanus, les détails de ce récit correspondant mieux à ce dernier.